# Animație originală pe net
Original net animation, animație originală pe net, abreviat ONA, cunoscut în Japonia drept animație web (ウェブアニメ webu anime?) este un anime care este difuzat direct pe internet. ONA-urile pot fi difuzate și pe televizor dacă au fost mai întâi difuzate pe internet. Termenul oglindește animația video originală, termen utilizat în industria anime pentru animație direct-pentru-video încă de la începutul anilor 1980.
Un număr tot mai mare de trailere și episoade pentru previzualizare ale noilor seriale anime sunt lansate drept ONA. De exemplu, filmul anime al seriei manga Megumi poate fi considerat un ONA. ONA-urile au tendința să fie mai scurte decât serialele anime tradiționale, uneori având doar câteva minute. Sunt multe exemple de animație pe net originală, precum Hetalia: Axis Powers, ale căror episoade durează doar câteva minute. Deși acest lucru era adevărat la începutul anilor 2010, în a doua jumătate a deceniului a început să se schimbe, când seriale întregi au început să fie licențiate exclusiv pe servicii de streaming precum Netflix, Amazon Prime Video și Disney+.
Majoritatea producțiilor de animație din Japonia sunt realizate pentru televiziune sau alte formate audiovizuale, ce includ ONA-urile, care pot fi vizualizate pe televizor, dispozitive mobile sau calculatoare.